# Holger Tillberg
Ernst Holger Tillberg, född 14 augusti 1915 i Umeå, död 21 april 2001 i Nynäshamn, var en svensk källarmästare, målare och tecknare.
Han var son till kaptenen Henning Birger Tillberg och Hedvig Sofia Sjöberg och gift 1944–1955 med Maud Henrietta Hwenström. Tillberg drev under 1950-talet Hotell Nynäshamn och var vid sidan av sitt arbete verksam som autodidakt konstnär. Separat ställde han bland annat ut på Galerie Æsthetica i Stockholm och Nynäshamn samt medverkade i ett flertal samlingsutställningar på olika platser i landet. Hans konst bestod till en början av landskapsskildringar, porträtt och stilleben men i början av 1960-talet övergick han till ett abstrakt måleri. Tillberg är representerad vid Frälsningsarmén i Nynäshamn.